# Шваров, Владимир Леонович
Владимир Леонович Шваров — советский хозяйственный, государственный и политический деятель, Герой Социалистического Труда.

## Биография
Родился в 1930 году в Гомеле. Член КПСС.
С 1947 года — на хозяйственной, общественной и политической работе. В 1947—1995 гг. — на Ленинградском монетном дворе, ученик токаря Гомельского станкостроительного завода имени С. М. Кирова, на срочной службе в пограничных войсках, токарь-расточник Гомельского станкостроительного завода имени С. М. Кирова Министерства станкостроительной и инструментальной промышленности СССР.
Указом Президиума Верховного Совета СССР от 18 сентября 1985 года присвоено звание Героя Социалистического Труда с вручением ордена Ленина и золотой медали «Серп и Молот».
За высокую эффективность и качество работы в машиностроительном производстве на основе комплексного совершенствования трудовых процессов удостоен Государственной премии СССР за выдающиеся достижения в труде 1980 года.
Избирался депутатом Верховного Совета СССР 10-го созыва.
Живёт в Минске.